# Taxus contorta
Taxus contorta (тис західногімалайський) — вид хвойних рослин родини тисових. Вид був вперше описаний в 1854 році Вільямом Гріффітом. Протягом довгого часу був пов'язаний з поширеним Taxus wallichiana таксоном, який як підвид Taxus baccata wallichiana. Видовий епітет contorta означає «поглинутий» або «повернутий», але незрозуміло, чому Вільям Гріффіт вибрав цю назву.

## Поширення, екологія
Країни проживання: Афганістан; Китай (Тибет); Індія; Непал; Пакистан. Середньорічні мінімальні температури становлять між -12,2 до -6,7 градусів за Цельсієм. У Тибеті росте до 12 метрів у висоту, в соснових і змішаних лісах, як правило, нижче ярусу крони, на висоті 2500-3100 рідкісних 3400 метрів над рівнем моря. В Афганістані є менш важливою частиною хвойних лісів на висотах від 2400 до 2900 метрів. У Пакистані зростає в основному на північних схилах на висотах 2000-3100 метрів в хвойно-змішаних лісах разом з Cedrus deodara, Abies pindrow, Picea smithiana і Pinus wallichiana. На північному заході Індії і в Непалі може бути розкиданий у хвойних лісах вздовж річок на висотах від 1700 до 2600 метрів, отже, на більш низьких висотах, ніж у Пакистані, ймовірно, через рясні дощі.

## Морфологія
Вічнозелене, як правило, від 15 до 20-метрове дерево або кущ, досягає в діаметрі до 3 метрів. Кора стовбура червонувато-коричнева, тонка і відшаровується великими, неправильної форми шарами. Численні гілки утворюють округлу або пірамідальну крону. Колючі гілки ростуть нерівномірно, вони тонкі, круглі в перетині і мають вузькі канавки поряд з основами голок.
Вегетативні бруньки маленькі, яйцюваті з коричневими лусками. Голки лінійні, від 1.5 до 4, рідко до 4.5 сантиметрів завдовжки, від 1.5 до 2.5 міліметрів завширшки з загостреним кінчиком. Голки зверху глянсові темно-зелені, знизу є дві бліді, жовтувато-зелені смужки.
Пилкові шишки яйцеподібні, від 6 до 8 міліметрів завдовжки, на коротких ніжках, мають сухі, жовто-зелені або коричневі приквітки. Насіннєві структури (шишки) ростуть по одній в пазухах хвої. Вони сидячі й мають маленькі, трикутні луски. Арил спочатку зелений і вкриває нижню половину насіння. Він зростає за насінням, але кінчик насіння залишається вільним, і червоніє. Саме тоді арил від 9 до 12 міліметрів завдовжки і шириною 7-9 мм. Насіння довгасте, злегка приплюснуте, має невеликий шип на кінці. Воно спочатку зелене і коричневе при дозріванні або чорне, довжиною від 6 до 7 міліметрів і шириною від 4 до 5 міліметрів. Пилок випускається у квітні, насіння дозріває у вересні-листопаді.

## Використання
Інгредієнти листя і кори Taxus contorta та інших видів тиса використовується як ліки від раку. Тим не менш, збір цих частин, як правило, призводить до смерті дерев і чагарників.

## Загрози та охорона
Ареал (площа виявлення) включає в себе більше 20000 квадратних кілометрів, але покрита поверхня («площа розміщення») оцінюються тільки в 2000 квадратних кілометрів. Чисельність населення знизилася на 50 до 80 відсотків, причинами цього є надмірне використання частини дерев.